# Zervī Jān
Zervī Jān (persiska: زِروی جان, زَرويجان) är en ort i Iran.   Den ligger i provinsen Mazandaran, i den norra delen av landet, 170 km nordost om huvudstaden Teheran. Zervī Jān ligger 14 meter över havet och antalet invånare är 968.
Terrängen runt Zervī Jān är platt åt nordväst, men åt sydost är den kuperad. Runt Zervī Jān är det ganska tätbefolkat, med 111 invånare per kvadratkilometer. Närmaste större samhälle är Sari, 5,2 km öster om Zervī Jān. Runt Zervī Jān är det i huvudsak tätbebyggt.